# Eumerus griseus
Eumerus griseus är en tvåvingeart som beskrevs av Hull 1964. Eumerus griseus ingår i släktet månblomflugor, och familjen blomflugor. Inga underarter finns listade i Catalogue of Life.